# Топрак-кала

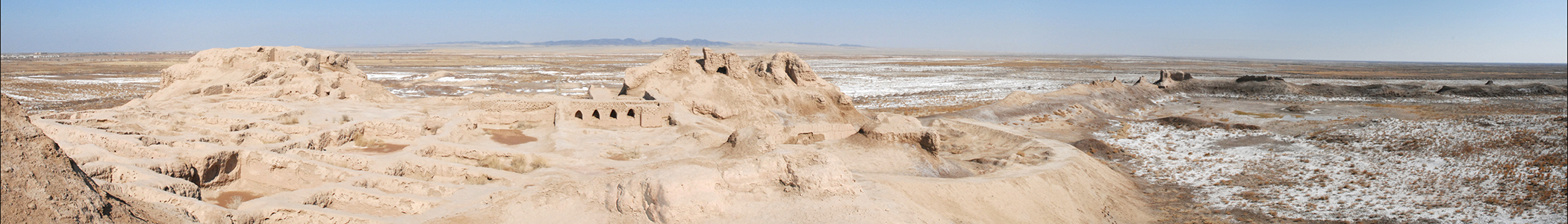
Панорама руин Топрак-калы

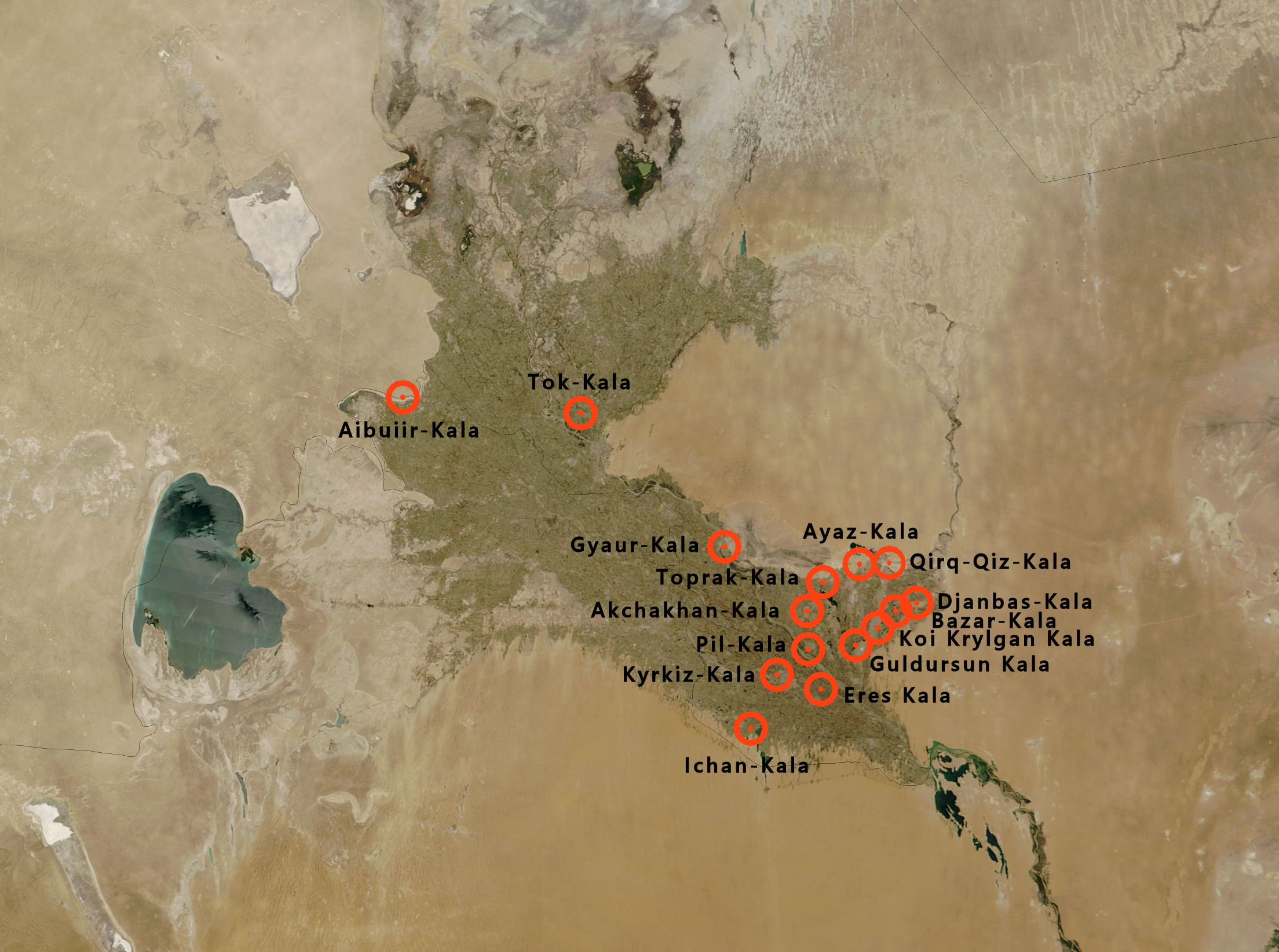
Городища древнего Хорезма

Топрак-кала (узб. Tuproq qalʼa) — древнее городище площадью более 120 га, расположенное на территории Республики Узбекистан. «Топрак-кала» переводится как «покрытая землёй крепость».
Считается, что Топрак-кала была древней хорезмийской столицей при правлении династии Афригидов. Эта династия устанавливала свою власть, опираясь на Топрак-калу, первоначально на правом берегу Амударьи. В культуре прослеживаются связи с Кушанским царством, в мировоззрении населения — влияния индуизма, буддизма, зороастризма и древнегреческих религиозных идей. В Топрак-кале найдены древняя хорезмская письменность.
По правому берегу Амударьи, кроме Топрак-калы, также были растянуты роскошные Канга-кала, Джанбас-кала, Базар-кала, Кырккыз, Кургошин-кала и Аяз-кала, которые были построены после оросительных сооружений и для обороны были расположены близко друг другу. По данным учёных, это показывало действительное могущество Хорезма того периода.
С 1937 по 1991 год в Топрак-кале действовала уникальная по продолжительности Хорезмская археолого-этнографическая экспедиция, начатая под руководством С. П. Толстова. В 1945—1950 годах производились археологические раскопки Большого хорезмского дворца.
При раскопках были найдены остатки дворца с 150 залами и помещениями, богато украшенными монументальной живописью и скульптурой. Картины, найденные в Топрак-кале, очень похожи по стилю на картины, известные из Аджанты. Картины были найдены не только в комнатах и залах шахского дворца, но и в обычных домах.
Высота дворца достигала 40 метров. Весь археологический комплекс Топрак-кала включал несколько дворцов, а также город — жилые дома.
Ядром дворца Топрак-кала был Тронный зал, где происходили торжественные церемонии. Стены дворца были празднично украшены, расписаны. Главным святилищем был зал танцующих масок, храм Анахиты, на стенах которого были 16 барельефных панно с изображением пляшущих женщин и мужчин. Интересен зал воинов с изображениями многочисленных фигур царей, стоящих с бараньими рогами на вершинах гор, на которых в Новый год возжигался костер. Одна из скульптур — царь изображён с короной на голове и с орлом, сидящим на руке. Имелся еще Олений зал, стены которого украшала прекрасная живопись с изображением оленей и грифонов. Был также зал царей, зал побед и пр.
При раскопках был найден дворцовый архив хорезмийских правителей. Во дворце хранились документы на коже (описи или реестры выдач и доставок каких-то предметов), на дощечках и на палках (перечни имен мужчин — свободных и домашних рабов, входивших в состав больших семей, хозяйственные документы, бирки). Все они написаны черными чернилами, их письмо может быть определено как раннехорезмийский курсив.
В начале IV в. стены города были перестроены, дворец превратился в цитадель. К V веку Топрак-кала сделался на некоторое время местом, где поселились простые люди, а затем оно было заброшено.
Археологический памятник Топрак-кала номинирован в список памятников мирового наследия ЮНЕСКО.

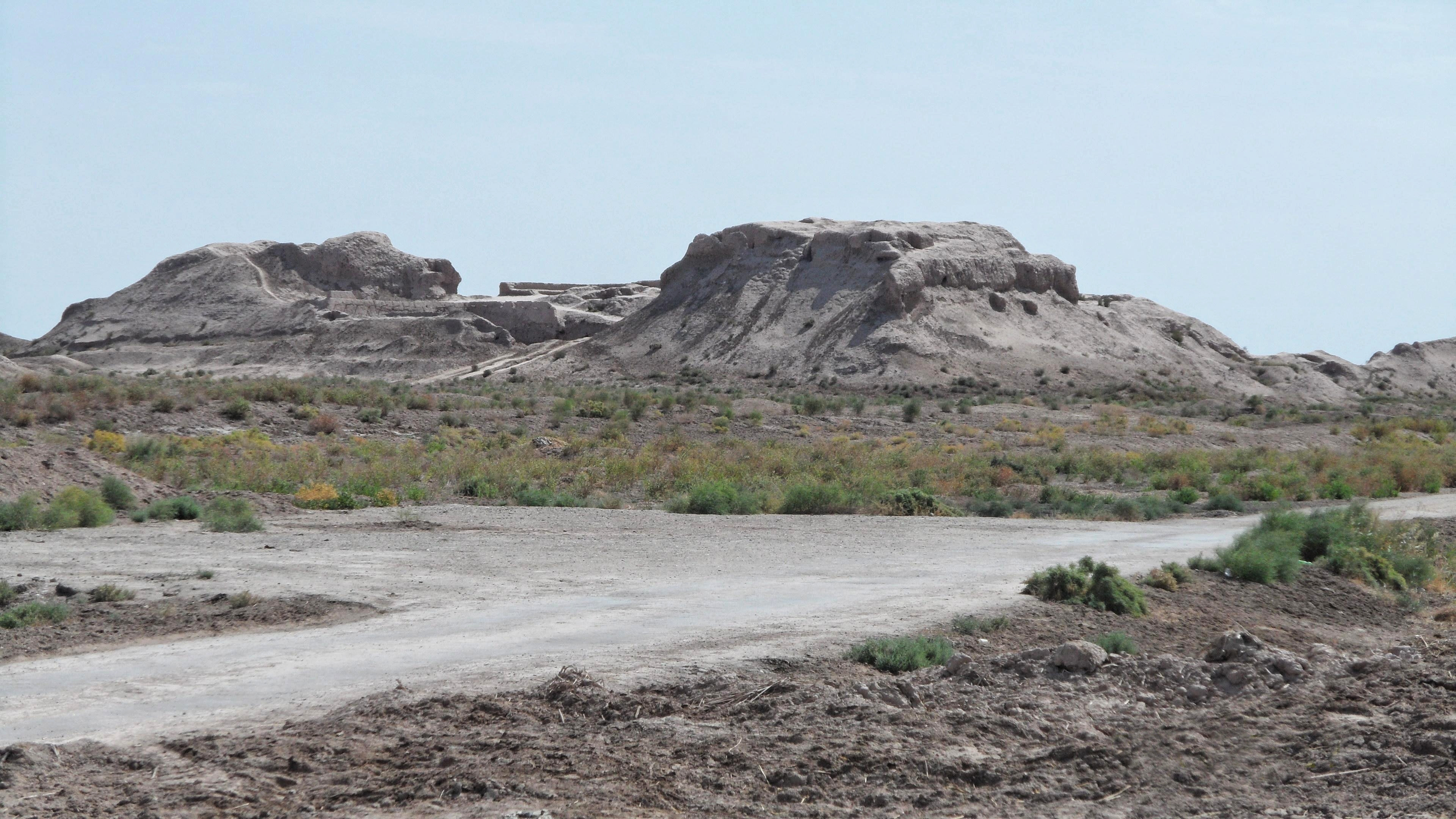
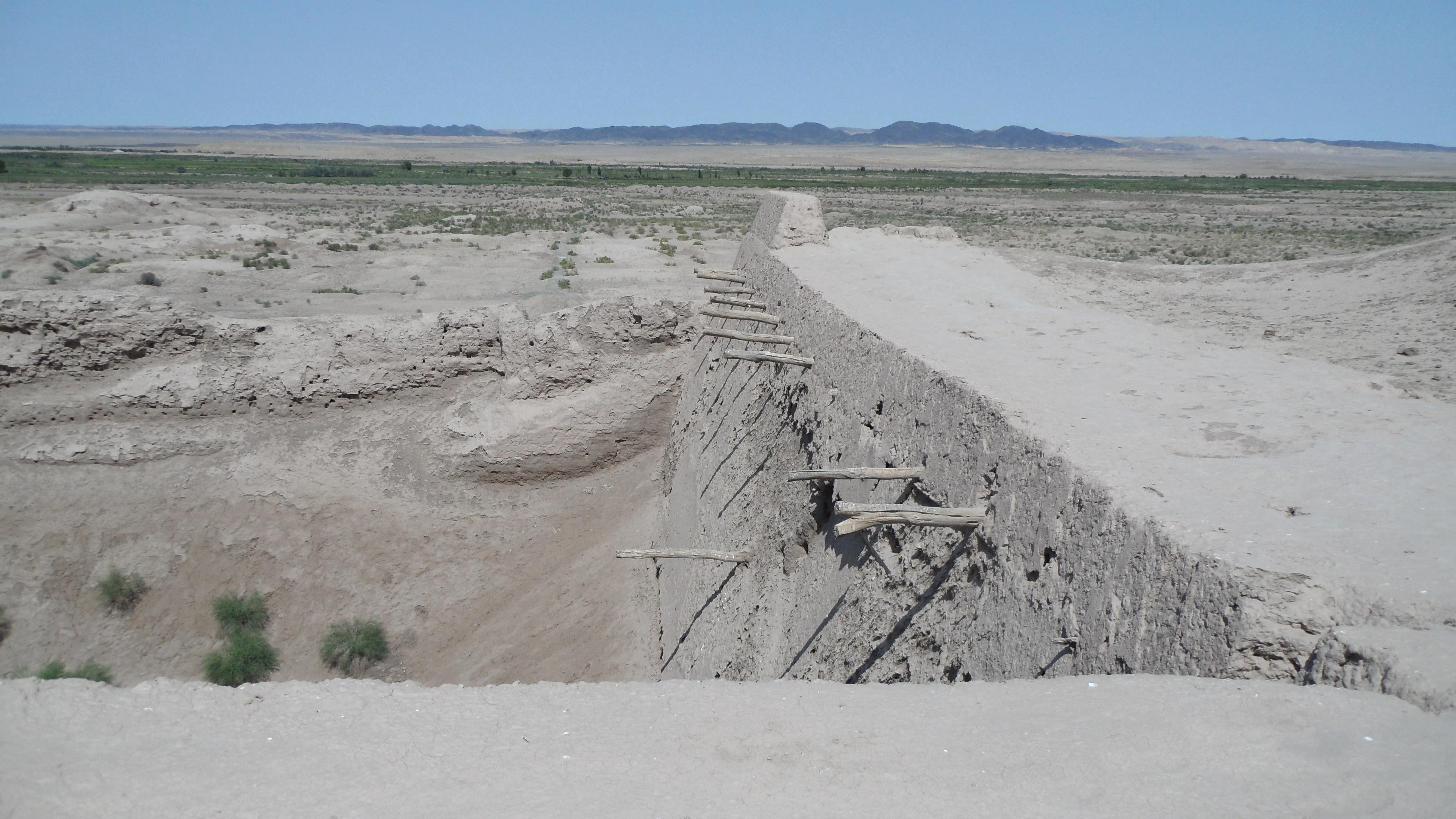
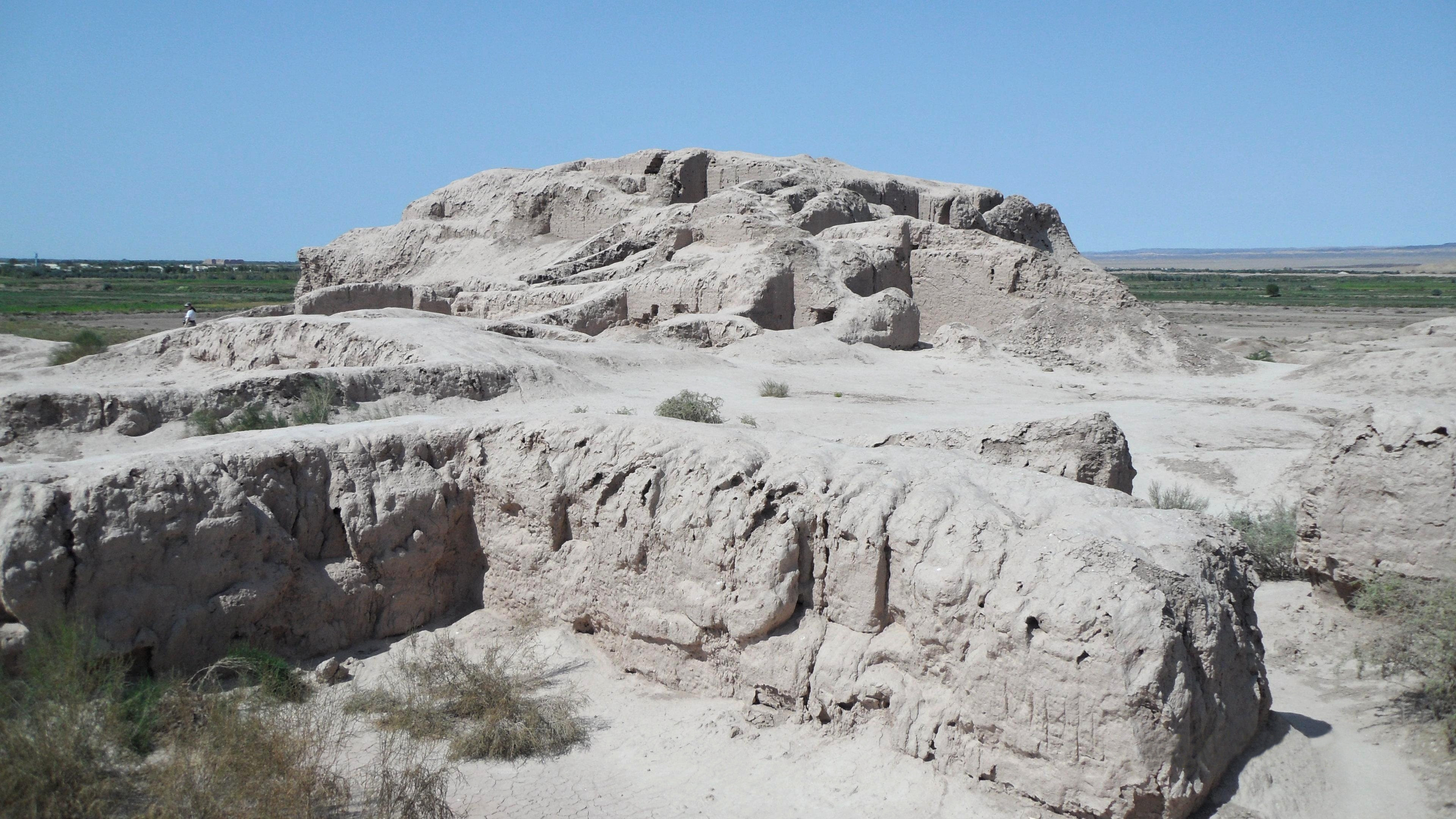
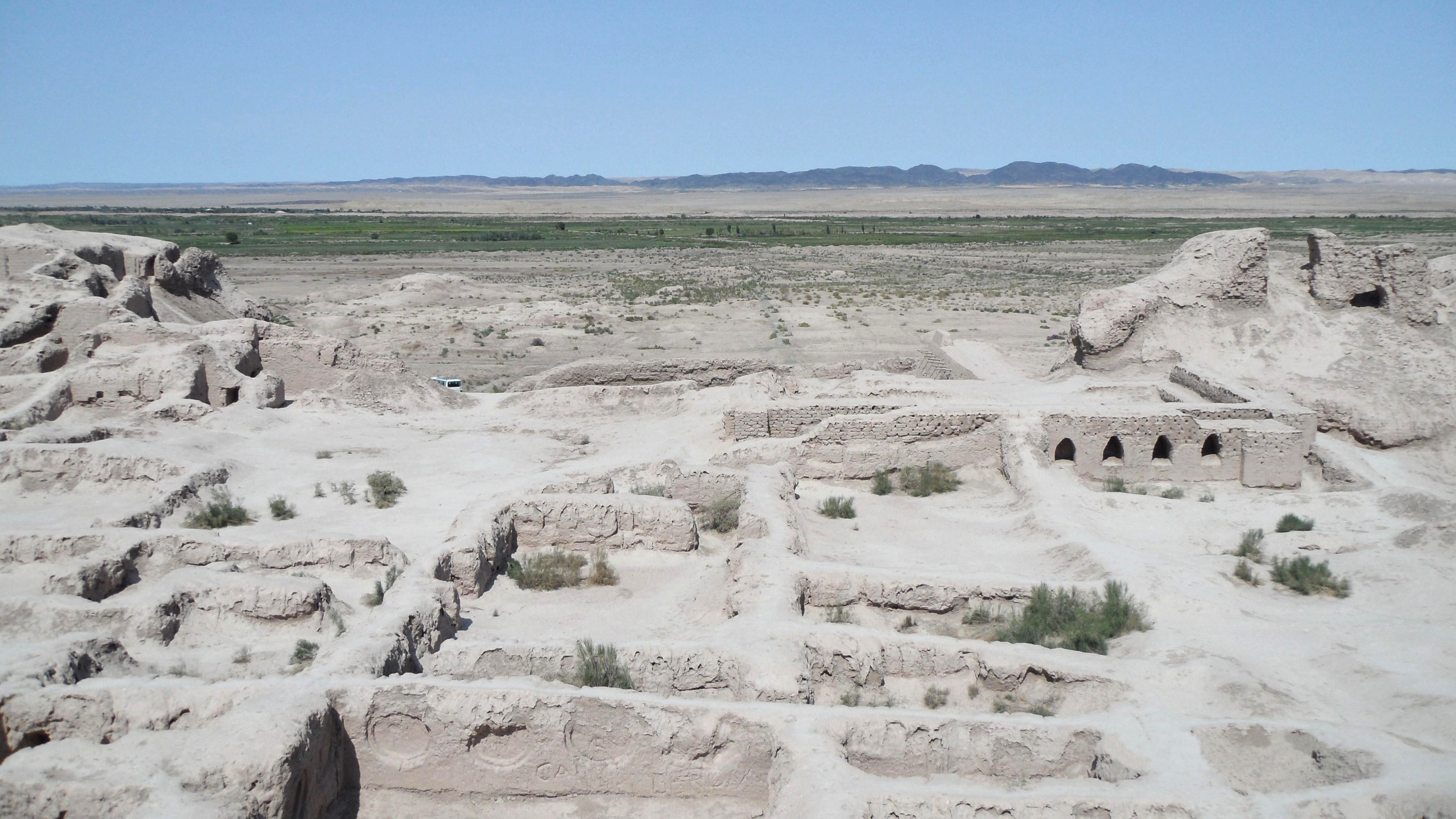